# Kanton Le Fossat
Le Fossat is een voormalig kanton van het Franse departement Ariège. Het kanton maakte deel uit van het arrondissement  Pamiers. 

## Opheffing
Het kanton werd opgeheven bij decreet van 18 februari 2014, met uitwerking op 22 maart 2015, opgeheven en samengevoegd met het kanton Le Mas-d'Azil sanemgevoegd tot het kanton Arize-Lèze.

## Geografie
Dit kanton werd georganiseerd rond Le Fossat in het arrondissement Pamiers. De hoogte varieerde van 197 m (Lézat-sur-Lèze) tot 532 m (Monesple), met een gemiddelde hoogte van 301 m.

## Gemeenten
Het kanton Le Fossat omvatte de volgende gemeenten:
- Artigat
- Carla-Bayle
- Castéras
- Durfort
- Le Fossat (hoofdplaats)
- Lanoux
- Lézat-sur-Lèze
- Monesple
- Pailhès
- Sainte-Suzanne
- Saint-Ybars
- Sieuras
- Villeneuve-du-Latou